# Hedtjärnen (Hanebo socken, Hälsingland)
Hedtjärnen är en sjö i Bollnäs kommun i Hälsingland och ingår i Skärjåns huvudavrinningsområde.